# Sinotyrannus
Sinotyrannus é uma gênero de dinossauro terópode do período Cretáceo Inferior da Formação Jiufotang, China. É a espécie-tipo é denominada Sinotyrannus kazuoensis. O nome do gênero significa "tirano chinês".

## Descrição
O Sinotirano é conhecido apenas por um indivíduo. Ele se consiste em material frontal do crânio, três vértebras dorsais, ílio incompleto, três falanges manuais articuladas e outros materiais fragmentários. Apesar de ser um táxon fragmentário, há estimativas corporais pro holótipo. Por exemplo, o paleontólogo de vertebrados Thomas Richard Holtz, Jr. forneceu uma grande estimativa de 10 metros e um peso máximo de 3,6 toneladas, mas também citou que há estimativas menores de 6 metros. No entanto, mesmo com 6 metros de comprimento ele ainda seria maior que outros proceratossaurídeos. Em 2010, o paleontólogo Gregory S. Paul deu uma estimativa menor que a proposta por Holtz: 9 metros de comprimento e 2,5 toneladas. Já em 2016, outra estimativa menor apareceu: 7,5 metros de comprimento e 1,2 toneladas.

## Classificação
Por causa do tamanho enorme, inicialmente se pensou que o Sinotyrannus era um tiranossaurídeo. Entretanto, análises filogenéticas posteriores o colocaram dentro de Tyrannosauroidea basal, mais especificamente na Proceratosauridae.
O cladograma a seguir segue um trabalho de Brusatte & Carr (2016) utilizando o método de bayesiana.
|  | Kileskus                                                    |
|  |                                                             |
|  | \| \| Yutyrannus \| \| \| \| \| \| Sinotyrannus \| \| \| \| |
|  |                                                             |
|  | Yutyrannus                                                  |
|  |                                                             |
|  | Sinotyrannus                                                |
|  |                                                             |

|  | Yutyrannus   |
|  |              |
|  | Sinotyrannus |
|  |              |

|  | Kileskus                                                    |
|  |                                                             |
|  | \| \| Yutyrannus \| \| \| \| \| \| Sinotyrannus \| \| \| \| |
|  |                                                             |
|  | Yutyrannus                                                  |
|  |                                                             |
|  | Sinotyrannus                                                |
|  |                                                             |

|  | Yutyrannus   |
|  |              |
|  | Sinotyrannus |
|  |              |

|  | Kileskus                                                    |
|  |                                                             |
|  | \| \| Yutyrannus \| \| \| \| \| \| Sinotyrannus \| \| \| \| |
|  |                                                             |
|  | Yutyrannus                                                  |
|  |                                                             |
|  | Sinotyrannus                                                |
|  |                                                             |

|  | Yutyrannus   |
|  |              |
|  | Sinotyrannus |
|  |              |

|  | Kileskus                                                    |
|  |                                                             |
|  | \| \| Yutyrannus \| \| \| \| \| \| Sinotyrannus \| \| \| \| |
|  |                                                             |
|  | Yutyrannus                                                  |
|  |                                                             |
|  | Sinotyrannus                                                |
|  |                                                             |

|  | Yutyrannus   |
|  |              |
|  | Sinotyrannus |
|  |              |